# Melodifestivalen 2018
Le Melodifestivalen 2018 est le concours de chansons permettant de sélectionner le représentant de la Suède au Concours Eurovision de la chanson 2018. Il consistera en quatre demi-finales (Deltävling), rassemblant sept artistes chacune, une deuxième chance (Andra Chansen) et une finale. Les participants ont été annoncés par SVT le 28 novembre 2017.
Le concours a débuté le 3 février 2018 à raison d'une émission chaque samedi à 20h et la finale a eu lieu le 10 mars 2018. Il a été remporté par Benjamin Ingrosso et sa chanson Dance you off. Il représente donc la Suède au Concours Eurovision de la chanson 2018, à Lisbonne, où il termine 7e avec 274 points lors de la finale du 12 mai 2018

## Format
Comme tous les ans, c'est par le biais du Melodifestivalen que seront choisis l'interprète et la chanson qui représenteront la Suède au Concours Eurovision de la chanson. Les 28 chansons et leurs artistes seront répartis dans quatre demi-finales qui se dérouleront en février 2018. L'épreuve de rattrapage aura lieu le 3 mars et la finale le 10 mars.
Sept chansons concourront dans chaque demi-finale. Seules deux d'entre elles se qualifieront directement pour la finale tandis que les troisièmes et quatrièmes de chaque demi-finale devront participer à l'épreuve de l'Andra Chansen (la seconde chance) qui leur donnera une seconde chance de se qualifier en finale.

### Lieux et dates
Le 26 septembre 2017, la Sveriges Television a officialisé les six lieux qui accueilleront la compétition avec les dates respectives :
|                 | Lieu               | Ville        | Date       |
| --------------- | ------------------ | ------------ | ---------- |
| 1re demi-finale | Löfbergs Arena     | Karlstad     | 3 février  |
| 2e demi-finale  | Scandinavium       | Göteborg     | 10 février |
| 3e demi-finale  | Malmö Arena        | Malmö        | 17 février |
| 4e demi-finale  | Fjällräven Center  | Örnsköldsvik | 24 février |
| Seconde chance  | Kristianstad Arena | Kristianstad | 3 mars     |
| Finale          | Friends Arena      | Stockholm    | 10 mars    |

### Présentateur

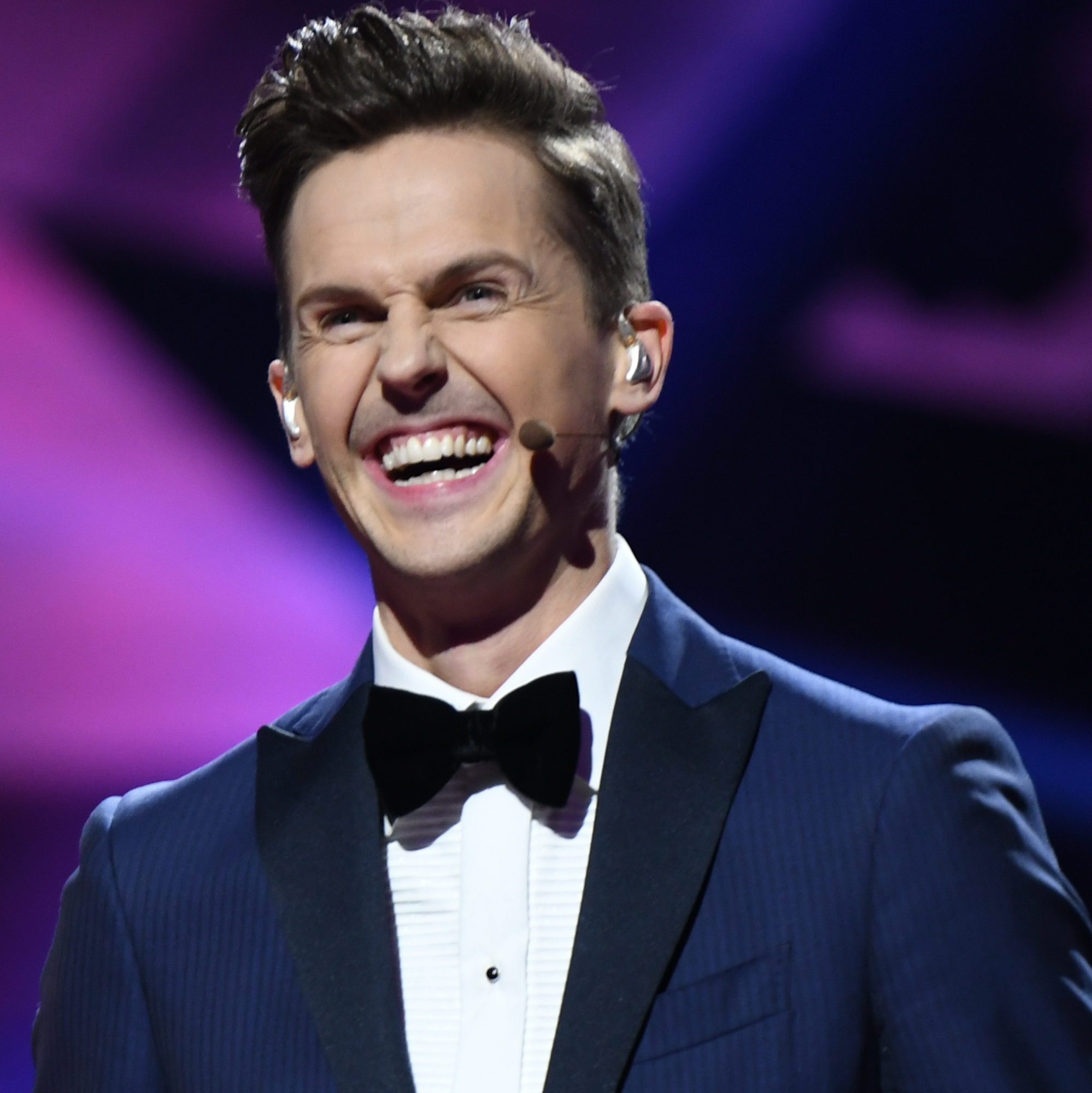
David Lindgren, présentateur du Melodifestivalen 2018.

Le 2 novembre 2017, SVT annonce que David Lindgren sera le seul présentateur de l'édition 2018 du Melodifestivalen.

### Chanson thème
Le 5 décembre 2017, SVT confirme que le Melodifestivalen 2018 aura sa propre chanson thème : il s'agit du titre One Together écrit par Sunil Munshi, produit et composé par Peter Kvint et interprété par David Lindgren.

## Demi-finales
L'ordre de passage a été révélé par SVT le 11 janvier 2018 .
- Candidat qualifié en finale
- Candidat qualifié en Seconde Chance

### Première demi-finale

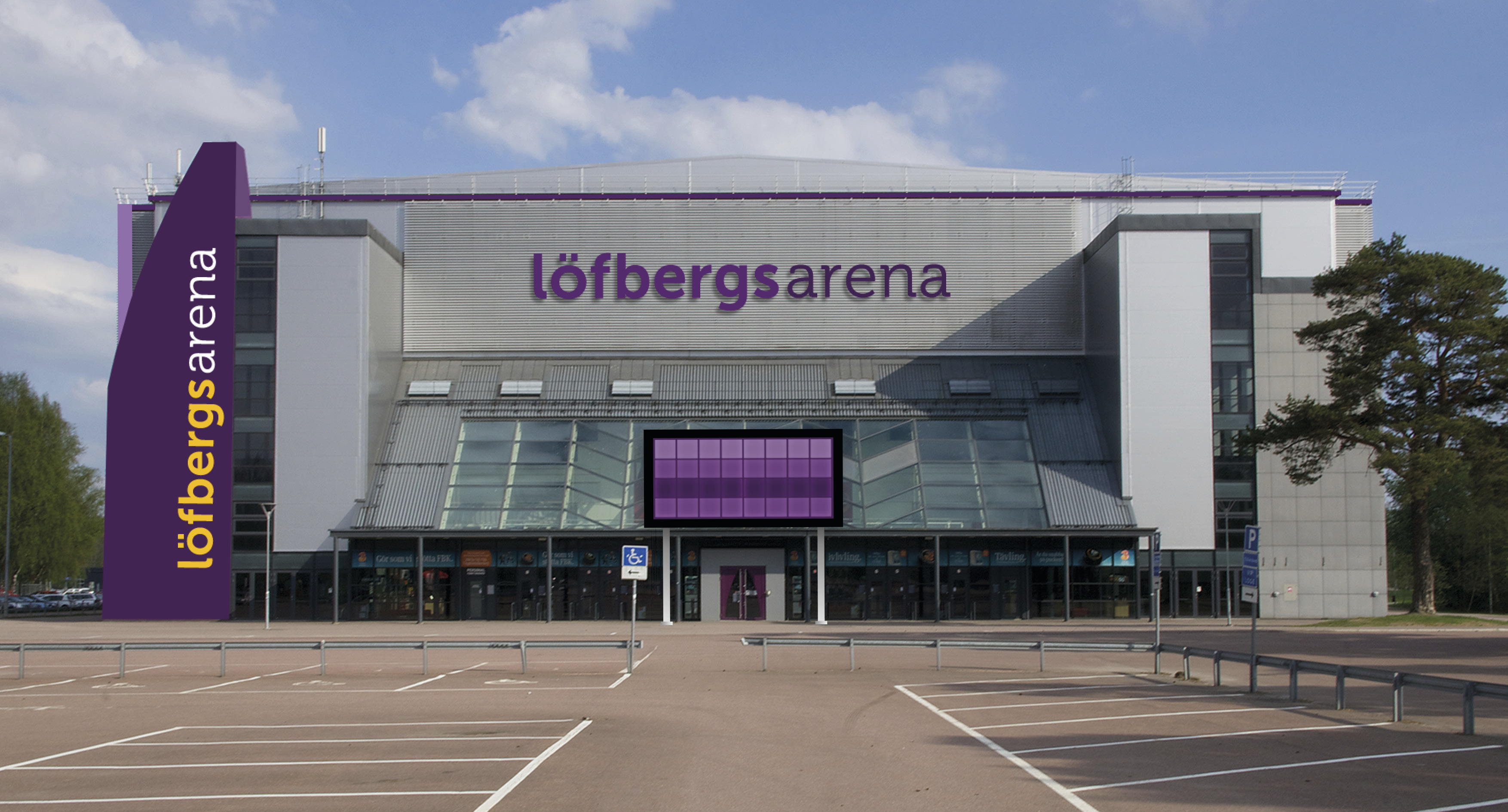
Le Löfberg Arena, est le stade qui va accueillir la première demi-finale du Melodifestivalen 2018

La première demi-finale a eu lieu le 3 février 2018, dans la Löfberg Arena, à Karlstad. Il y a eu 6 617 451 votes.
| # | Artiste           | Chanson (Traduction)                                              | Compositeurs                                                                                    | Votes Manche 1 | Votes Manche 2 | Total     | Place | Résultat       |
| - | ----------------- | ----------------------------------------------------------------- | ----------------------------------------------------------------------------------------------- | -------------- | -------------- | --------- | ----- | -------------- |
| 1 | Sigrid Bernson    | Patrick Swayze                                                    | Andrej Kamnik, Josefin Glenmark, Peg Parnevik, Sigrid Bernson                                   | 951 260        | 92 476         | 1 043 736 | 4e    | Seconde Chance |
| 2 | John Lundvik      | My turn (Mon tour)                                                | Anna-Klara Folin, John Lundvik, Jonas Thander                                                   | 1 048 501      | 103 632        | 1 152 133 | 2e    | Finaliste      |
| 3 | Renaida           | All the feels (Tous les sentiments)                               | Laurell Barker, Jon Hällgren, Peter Barringer, Lukas Hällgren                                   | 1 037 549      | 89 358         | 1 126 907 | 3e    | Seconde Chance |
| 4 | Edward Blom       | Livet på en pinne (La vie sur un bâton)                           | Edward Blom, Thomas G:son, Stefan Brunzell, Kent Olsson                                         | 801 616        | 63 826         | 865 442   | 5e    | Eliminé        |
| 5 | Kikki Danielsson  | Osby Tennesse                                                     | Sulo Karlsson, Kikki Danielsson                                                                 | 555 466        | -              | 555 466   | 7e    | Eliminée       |
| 6 | Kamferdrops       | Solen lever kvar hos dig (Le soleil est toujours vivant avec toi) | Herbert Trus, Danne Attlerud, Martin Klaman, Kristoffer Tømmerbakke, Erik Smaaland, Kamferdrops | 555 778        | -              | 555 778   | 6e    | Eliminée       |
| 7 | Benjamin Ingrosso | Dance you off (Vous faire danser)                                 | Benjamin Ingrosso, MAG, Louis Schoorl, K Nita                                                   | 1 184 738      | 110 417        | 1 295 155 | 1er   | Finaliste      |

### Deuxième demi-finale

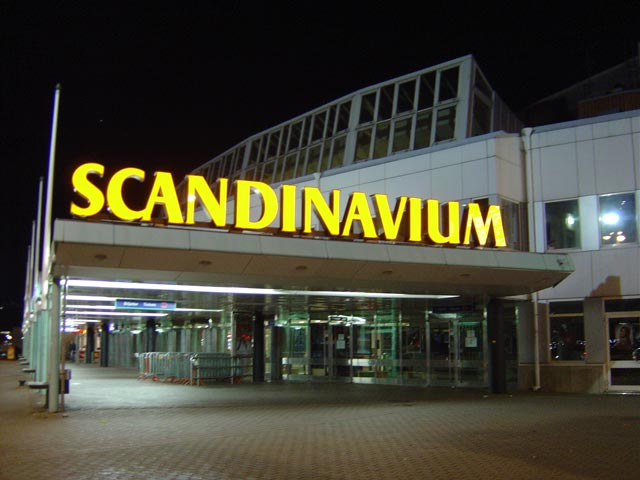
Le Scandinavium, est le stade qui a accueilli la deuxième demi-finale du Melodifestivalen 2018

La deuxième demi-finale a eu lieu le 10 février 2018, dans le Scandinavium, à Göteborg. Il y a eu 5 880 237 votes.
| # | Artiste           | Chanson (Traduction)                       | Compositeurs                                                                      | Votes Manche 1 | Votes Manche 2 | Total     | Place | Résultat       |
| - | ----------------- | ------------------------------------------ | --------------------------------------------------------------------------------- | -------------- | -------------- | --------- | ----- | -------------- |
| 1 | Samir & Viktor    | Shuffla                                    | Andreas ”Stone” Johansson, Denniz Jamm, Costa Leon, Samir Badran, Viktor Frisk    | 1 166 434      | 70 629         | 1 237 063 | 1ers  | Finaliste      |
| 2 | Ida Redig         | Allting som vi sa (Comme nous l'avons dit) | Yvonne Dahlbom, Jesper Welander, Ida Redig                                        | 721 817        | 57 707         | 779 524   | 5e    | Eliminée       |
| 3 | Jonas Gardell     | Det finns en väg (Il y a une route)        | Calle Kindbom, Jonas Gardell, Mats Tärnfors                                       | 490 911        | -              | 490 911   | 7e    | Eliminé        |
| 4 | Margaret          | In my cabana (Dans ma cabine)              | Anderz Wrethov, Linnea Deb, Arash Labaf, Robert Uhlman                            | 805 016        | 60 198         | 865 214   | 3e    | Seconde Chance |
| 5 | Stiko Per Larsson | Titta vi flyger (Regardez nous volons)     | Stiko Per Larsson, Emil Rotsjö                                                    | 529 194        | -              | 529 194   | 6e    | Eliminé        |
| 6 | Mimi Werner       | Songburning (Morceau brûlant)              | Göran Werner, Mimi Werner, Niki Niki, Carl Varga, Johan Åsgärde, Oliver Lundström | 744 801        | 67 923         | 812 724   | 4e    | Seconde Chance |
| 7 | Liamoo            | Last breath (Dernier souffle)              | Liam Cacatian Thomassen, Morten Thorhauge, Peter Bjørnskov, Lene Dissing          | 1 051 127      | 100 136        | 1 151 263 | 2e    | Finaliste      |

### Troisième demi-finale

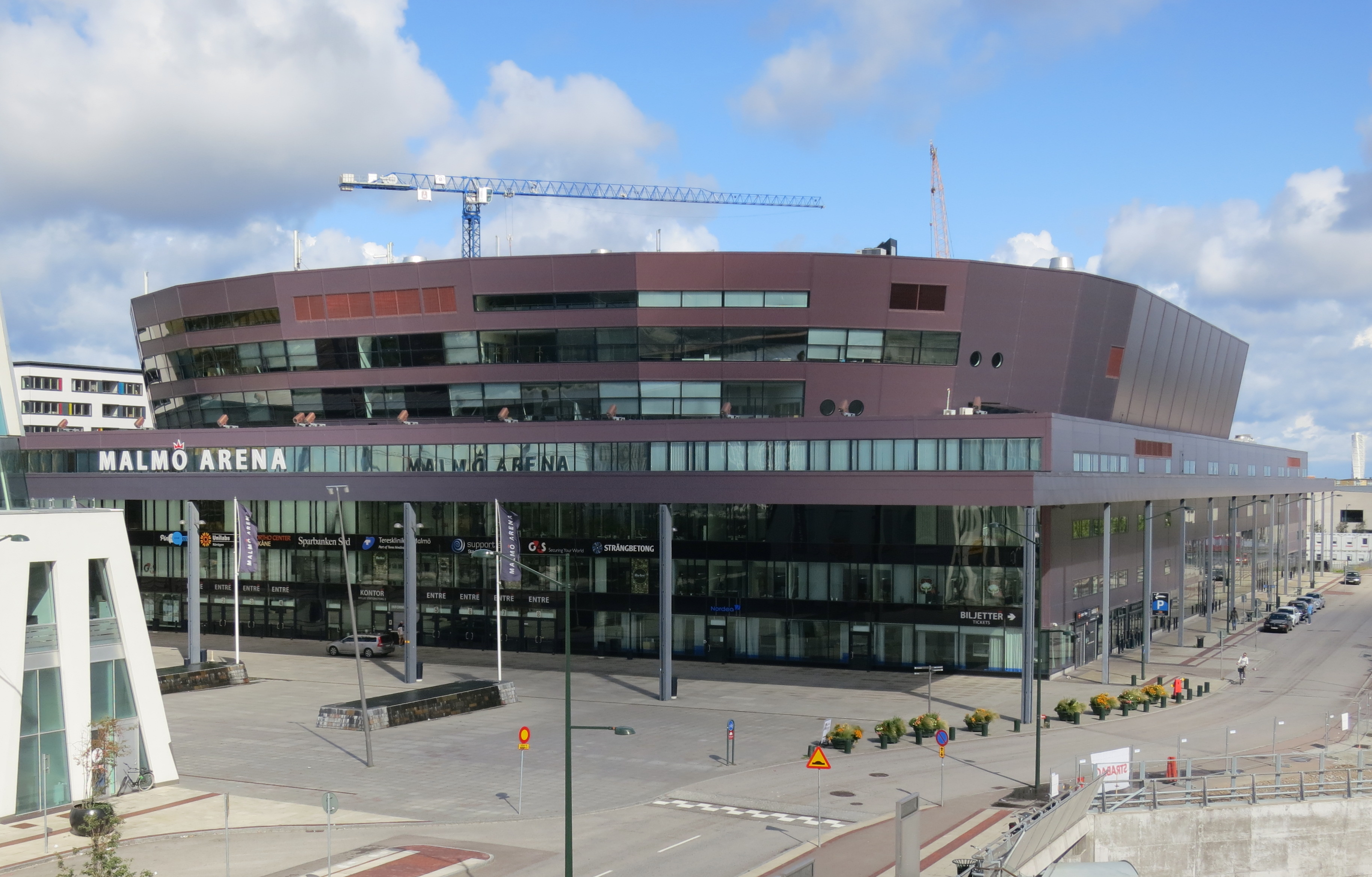
Le Malmö Arena, est le stade qui va accueillir la troisième demi-finale du Melodifestivalen 2018

La troisième demi-finale a eu lieu le 17 février 2018, dans la Malmö Arena, à Malmö. Il y a eu 4 800 971 votes.
| # | Artiste                      | Chanson (Traduction)                  | Compositeurs                                                            | Votes Manche 1 | Votes Manche 2 | Total   | Place | Résultat       |
| - | ---------------------------- | ------------------------------------- | ----------------------------------------------------------------------- | -------------- | -------------- | ------- | ----- | -------------- |
| 1 | Martin Almgren               | A bitter lullaby (Une berceuse amère) | Josefin Glenmark, Märta Grauers                                         | 850 684        | 93 848         | 944 532 | 1er   | Finaliste      |
| 2 | Barbi Escobar                | Stark (Fort)                          | Barbi Escobar, Costa Leon, Andreas ”Stone” Johansson                    | 426 768        | -              | 426 768 | 7e    | Eliminée       |
| 3 | Moncho                       | Cuba Libre                            | Jimmy Jansson, David Strääf, Markus Videsäter, Axel Schylström, Moncho  | 569 210        | 46 859         | 616 069 | 4e    | Seconde Chance |
| 4 | Jessica Andersson            | Party voice (Voix de fête)            | Fredrik Kempe, David Kreuger, Niklas Carson Mattsson, Jessica Andersson | 788 787        | 102 041        | 890 828 | 2e    | Finaliste      |
| 5 | Kalle Moraeus & Orsa Spelmän | Min dröm (Mon rêve)                   | Thomas G:son, Alexzandra Wickman                                        | 537 891        | 58 589         | 596 480 | 5e    | Eliminés       |
| 6 | Dotter                       | Cry (Pleure)                          | Linnea Deb, Peter Boström, Thomas G:son, Johanna ”Dotter” Jansson       | 511 718        | -              | 511 718 | 6e    | Eliminée       |
| 7 | Mendez                       | Everyday (Tous les jours)             | Leopoldo Mendez, Jimmy Jansson, Palle Hammarlund                        | 701 557        | 91 553         | 793 110 | 3e    | Seconde Chance |

### Quatrième demi-finale

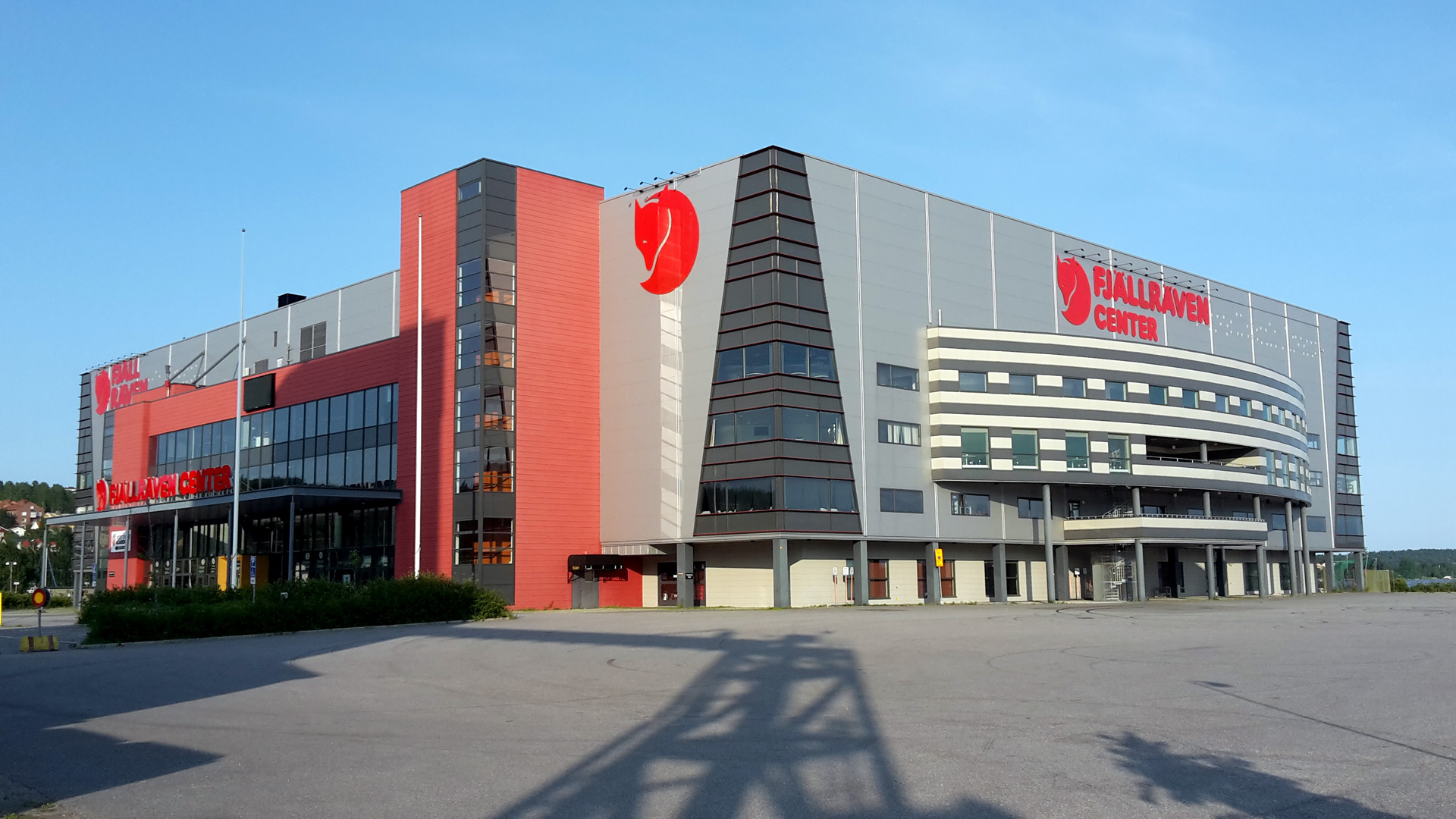
Le Fjällräven Center, est le stade qui va accueillir la quatrième demi-finale du Melodifestivalen 2018

La quatrième et dernière demi-finale a eu lieu le 24 février 2018, dans le Fjällräven Center, à Örnsköldsvik. Il y a eu 4 866 749 votes.
| # | Artiste           | Chanson (Traduction)                 | Compositeurs                                                       | Votes Manche 1 | Votes Manche 2 | Total   | Place | Résultat       |
| - | ----------------- | ------------------------------------ | ------------------------------------------------------------------ | -------------- | -------------- | ------- | ----- | -------------- |
| 1 | Emmi Christensson | Icarus (Icare)                       | Thomas G:son, Christian Schneider, Andreas Hedlund, Sara Biglert   | 541 494        | -              | 541 494 | 6e    | Eliminée       |
| 2 | Elias Abbas       | Mitt paradis (Mon paradis)           | Anderz Wrethov, Hamed “K-One” Pirouzpanah, Sami Rekik              | 605 644        | 39 845         | 645 489 | 5e    | Eliminé        |
| 3 | Felicia Olsson    | Break that chain (Brise ces chaines) | Bobby Ljunggren, Kristian Lagerström, Henrik Wikström, Joy Deb     | 536 504        | -              | 536 504 | 7e    | Eliminée       |
| 4 | Rolandz           | Fuldans (Danser tout le temps)       | Fredrik Kempe, David Kreuger, Robert Gustafsson, Regina Hedman     | 737 996        | 80 005         | 818 001 | 2es   | Finaliste      |
| 5 | Olivia            | Never learn (Ne jamais apprendre)    | Anton Ewald, Jonas Wallin, Trond Smeplass                          | 601 932        | 46 425         | 648 357 | 4e    | Seconde Chance |
| 6 | Felix Sandman     | Every single day (Chaque jour)       | Noah Conrad, Tony Ferrari, Parker James, Jake Torry, Felix Sandman | 693 167        | 70 118         | 763 285 | 3e    | Seconde Chance |
| 7 | Mariette          | For you (Pour toi)                   | Jörgen Elofsson                                                    | 816 976        | 84 609         | 901 585 | 1re   | Finaliste      |

## Seconde Chance

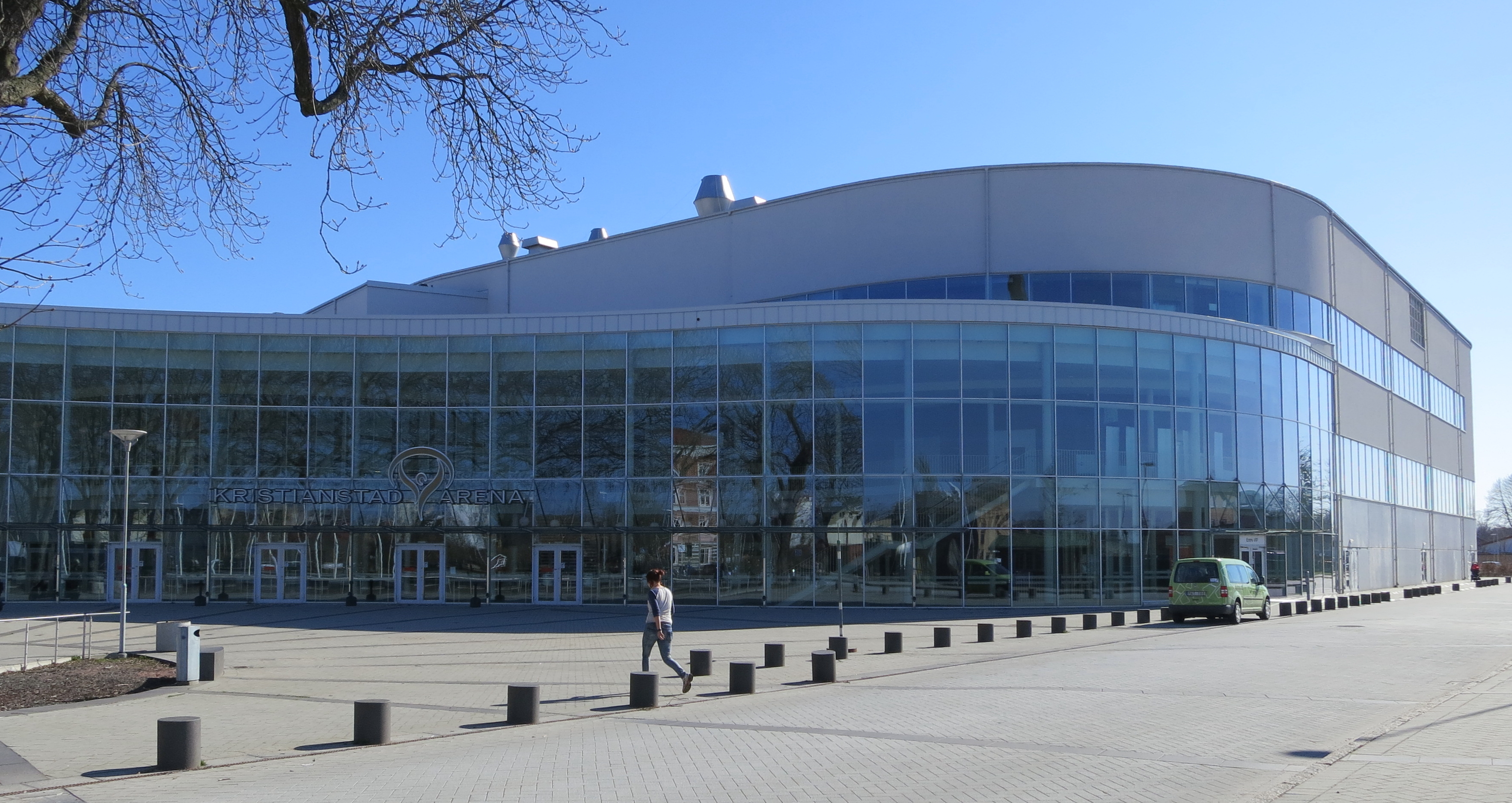
Le Kristianstad Arena, est le stade dans lequel se déroule l'épreuve de la Seconde Chance du Melodifestivalen 2018

La Seconde Chance (ou Andra Chansen en suédois) a eu lieu le 3 mars 2018, dans la Kristianstad Arena, à Kristianstad
Les duels ont été décidés puis annoncés après la quatrième demi-finale. Il y a eu 6 007 515 votes.
| Duel | Artiste         | Chanson          | Votes   | Vainqueur     |
| ---- | --------------- | ---------------- | ------- | ------------- |
| 1    | Margaret        | In my cabana     | 877 351 | Margaret      |
| 1    | Moncho          | Cuba Libre       | 602 941 | Margaret      |
| 2    | Renaida         | All the feels    | 884 188 | Renaida       |
| 2    | Olivia Eliasson | Never Learn      | 682 801 | Renaida       |
| 3    | Felix Sandman   | Every single day | 868 152 | Felix Sandman |
| 3    | Mimi Werner     | Songburning      | 583 305 | Felix Sandman |
| 4    | Sigrid Bernson  | Patrick Swayze   | 741 226 | Méndez        |
| 4    | Méndez          | Everyday         | 767 551 | Méndez        |

## Finale

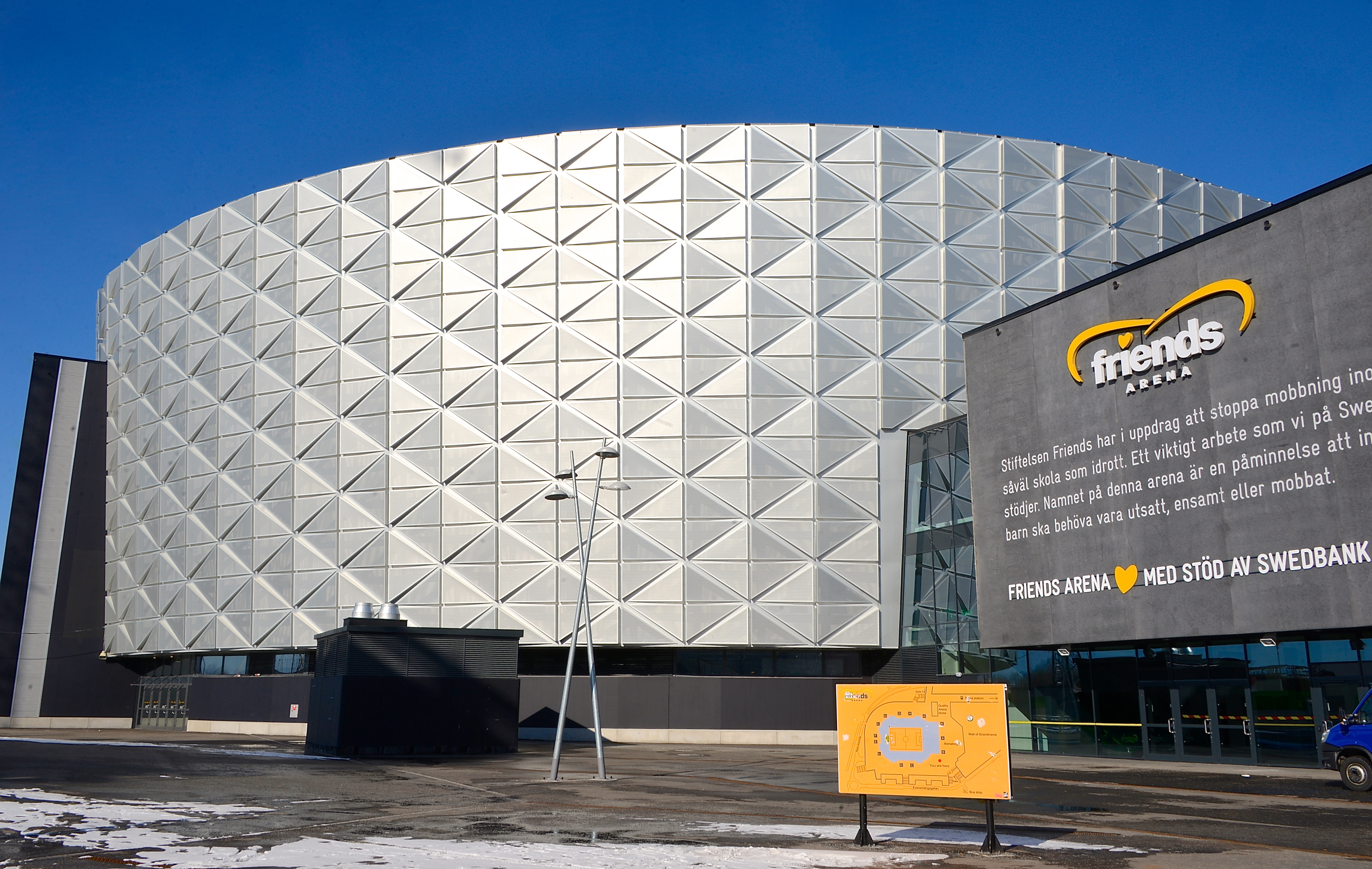
Le Friends Arena, est le stade qui accueille la finale du Melodifestivalen 2018

La finale de l'édition 2018 du Melodifestivalen a eu lieu le 10 mars 2018 à la Friends Arena dans la ville de Solna, comté de Stockholm. Les douze artistes présents dans cette finale seront les huit artistes qui ont terminé premiers et deuxièmes de leur demi-finale et les quatre ayant été qualifiés lors de la Seconde Chance.
Pour désigner le vainqueur de la finale et du concours, le système mis en place est celui du 50/50 avec 50 % des votes du jury (international) et 50 % des votes des téléspectateurs suédois.
| #  | Chanson          | Artiste           | Drapeau de la Pologne | Drapeau de l'Albanie | Drapeau de l'Islande | Drapeau de l'Italie | Drapeau de Chypre | Drapeau de l'Australie | Drapeau de la Géorgie | Drapeau du Royaume-Uni | Drapeau de l'Arménie | Drapeau de la France | Drapeau du Portugal | Points des jurys | Téléphone et SMS | Téléphone et SMS | Téléphone et SMS | Total | Place |
| #  | Chanson          | Artiste           | Drapeau de la Pologne | Drapeau de l'Albanie | Drapeau de l'Islande | Drapeau de l'Italie | Drapeau de Chypre | Drapeau de l'Australie | Drapeau de la Géorgie | Drapeau du Royaume-Uni | Drapeau de l'Arménie | Drapeau de la France | Drapeau du Portugal | Points des jurys | Nombre           | Pourcentage      | Points           | Total | Place |
| -- | ---------------- | ----------------- | --------------------- | -------------------- | -------------------- | ------------------- | ----------------- | ---------------------- | --------------------- | ---------------------- | -------------------- | -------------------- | ------------------- | ---------------- | ---------------- | ---------------- | ---------------- | ----- | ----- |
| 1  | Everyday         | Mendez            | –                     | –                    | –                    | –                   | –                 | 1                      | –                     | –                      | –                    | 1                    | –                   | 2                | 1 351 896        | 9,7%             | 62               | 64    | 12    |
| 2  | All the feels    | Renaida           | 3                     | –                    | –                    | –                   | 2                 | 6                      | –                     | –                      | 8                    | 8                    | 3                   | 30               | 1 116 740        | 8,0%             | 51               | 81    | 9     |
| 3  | A bitter lullaby | Martin Almgren    | 2                     | 8                    | 3                    | 2                   | –                 | 7                      | 6                     | 6                      | 1                    | 6                    | 2                   | 43               | 899 049          | 6,4%             | 41               | 84    | 8     |
| 4  | My turn          | John Lundvik      | 7                     | 3                    | 8                    | 6                   | 4                 | 8                      | 10                    | 10                     | 5                    | 4                    | 1                   | 66               | 1 349 766        | 9,6%             | 62               | 128   | 3     |
| 5  | Party voice      | Jessica Anderson  | 1                     | 5                    | 1                    | 7                   | 3                 | 3                      | 4                     | 3                      | –                    | –                    | 6                   | 33               | 809 292          | 5,8%             | 37               | 70    | 11    |
| 6  | Last breath      | Liamoo            | 8                     | 4                    | 4                    | 1                   | 5                 | 2                      | 2                     | –                      | 7                    | 7                    | 7                   | 52               | 1 171 247        | 8,4%             | 53               | 105   | 6     |
| 7  | Shuffla          | Samir & Viktor    | 5                     | 6                    | 5                    | 10                  | 6                 | –                      | 1                     | 12                     | 4                    | –                    | 5                   | 54               | 1 314 016        | 9,4%             | 60               | 114   | 4     |
| 8  | For you          | Mariette          | 4                     | 7                    | 6                    | 5                   | 8                 | 5                      | 7                     | 2                      | 10                   | 2                    | 8                   | 64               | 1 080 546        | 7,7%             | 49               | 113   | 5     |
| 9  | Every single day | Felix Sandman     | 6                     | 1                    | 12                   | 8                   | 10                | 10                     | 12                    | 7                      | 6                    | 12                   | 10                  | 94               | 1 401 767        | 10,0%            | 64               | 158   | 2     |
| 10 | In my cabana     | Margaret          | 12                    | 10                   | 7                    | 3                   | 7                 | –                      | 5                     | 8                      | 3                    | 3                    | 4                   | 62               | 904 893          | 6,5%             | 41               | 103   | 7     |
| 11 | Dance you off    | Benjamin Ingrosso | 10                    | 12                   | 10                   | 12                  | 12                | 12                     | 8                     | 4                      | 12                   | 10                   | 12                  | 114              | 1 469 808        | 10,5%            | 67               | 181   | 1     |
| 12 | Fuldans          | Rolandz           | –                     | 2                    | 2                    | 4                   | 1                 | 4                      | 3                     | 1                      | 2                    | 5                    | –                   | 24               | 1 124 955        | 8,0%             | 51               | 75    | 10    |

La finale a enregistré 13 993 975 votes.

### Jury
Les membres du jury 2018 ainsi que les porte-paroles sont ,,:
- Pologne : Mateusz Grzesinski
- Albanie : Kleart Duraj
- Islande : Felix Bergsson
- Italie : Nicola Caligiore
- Chypre : Klitos Klitou
- Australie : Stephanie Werrett
- Géorgie : Nodiko Tatishvili
- Royaume-Uni : Simon Proctor
- Arménie : Anush Ter-Ghukasyan
- France : Bruno Berberes
- Portugal : Goncalo Madail

## À l'Eurovision
La Suède a participé à la deuxième demi-finale du Concours Eurovision de la chanson 2018, le 10 mai 2018. Y terminant 2e avec 254 points, le pays se qualifie pour la finale, où il arrive finalement 7e avec un total de 274 points.